# Francisco Badaró
Francisco Badaró este un oraș în Minas Gerais (MG), Brazilia.